# Чорногорська трагедія
Чорного́рська траге́дія — трагічні події Голокосту на території міста Кривого Рогу в районі житломасивів Чорногорка, ім. Шевченка на території шахт № 5 та «Південна» пов'язані з окупацією міста нацистами в 1941–1944 рр. Місце розстрілу тутешніх громадян єврейського походження німецькими військами та поліцаями.
За довідкою Криворізького міського музею 13 жовтня 1941 р. розстріляно 700 осіб, із жовтня 1941 по квітень 1942 — 6293 особи, у серпні 1943 р. — 13 осіб.
Невдовзі після визволення на цьому місці встановили пам'ятник 1,5 м заввишки зі шматків рейок по периметру та колючим дротом. Руїни копальні на середину 2010-х ще існують.
На зупинці трамваю селище Шевченко існує пам'ятний знак, на пам'ять цих подій.